# مستشفى الملك خالد الجامعي
مستشفى الملك خالد الجامعي هو مستشفى تعليمي وبحثي تابع لجامعة الملك سعود في الرياض، تم افتتاح المستشفى في عام 1402 هـ الموافق 1982 وذلك في المدينة الجامعية بالدرعية، اقتصر المستشفى في بدايته على مجمع عيادات خارجية، ثم تطور مع الوقت ليعمل بطاقة استيعابية تقارب 800 سرير بالإضافة لوجود 20 غرفة عمليات جراحية، ومبنى مستقل للعيادات يضم 161 غرفة فحص، فضلا عن المرافق الأخرى، كما يضم المستشفى خدمات متكاملة في المختبرات الطبية وخدمات الأشعة والصيدلية، وقد تم مؤخرا توسعة مستشفى الملك عبد العزيز الجامعي، يتكون هذه التوسعة من مبنى مكون من ثمان طوابق، يتسع هذا المبنى لمئة وثلاثين سرير، ويضم عيادات خارجية، ومركزا تعليميا متكاملا، إضافة إلى التجهيزات الأخرى.